# 537

## Události
- franský král Theudebert I. se oženil s Wisigardou, dcerou langobardského krále Wacha, čímž bylo potvrzeno spojenectví mezi těmito dvěma národy

## Hlavy států
- Papež – Silverius (536–537) » Vigilius (537–555)
- Byzantská říše – Justinián I. (527–565)
- Franská říše
  - Soissons – Chlothar I. (511–561)
  - Paříž – Childebert I. (511–558)
  - Remeš – Theudebert I. (534–548)
- Anglie
  - Wessex – Cynric (534–560)
  - Essex – Aescwine (527–587)
- Perská říše – Husrav I. (531–579)
- Ostrogóti – Witiges (536–540)
- Vizigóti – Theudes (531–548)